# 缅甸镜报
《缅甸镜报》是缅甸政府国有的一份报纸，总部在缅甸仰光。《缅甸镜报》也是缅甸两份全国性的缅甸文报纸之一。

## 概况
1957年，《缅甸镜报》建立，当时正值缅甸追求民主和新闻自由的时期（1948年—1962年）。当时的日销量达到了9万份。1962年3月，缅甸军政府夺取政权之后，奈温把所有报纸收归国有，1964年，《缅甸镜报》也被收归国有。1992年，《镜报》恢复运营。